# Stollberg/Erzgeb.
Pour les articles homonymes, voir Stollberg.
Stollberg/Erzgeb. est une ville de Saxe (Allemagne) portant le titre de Große Kreisstadt, située dans l'arrondissement des Monts-Métallifères, dans le district de Chemnitz.

## Évolution démographique
| Année      | 1834  | 1946   | 1950   | 1960   | 1971   | 1984   | 2006   | 2018   |
| ---------- | ----- | ------ | ------ | ------ | ------ | ------ | ------ | ------ |
| Population | 3 148 | 11 208 | 13 284 | 13 035 | 12 739 | 12 095 | 12 391 | 11 303 |

## Personnalités
- Joachim Kunz, haltérophile, champion olympique en 1988.
- Ina Kümmel, skieuse de fond, championne d'Allemagne sur 30 kilomètres en 1992.

## Jumelages
La ville de Stollberg est jumelé avec :
- Montigny-en-Gohelle (France)
- Nördlingen (Allemagne) depuis 1991
- Tamási (Hongrie)
- Isernhagen (Allemagne)